# Coupe de France masculine de rink hockey 2007-2008
Navigation
Coupe de France 2006-2007 Coupe de France 2008-2009
Cet article présente les résultats de la 7e édition de la Coupe de France de rink hockey masculin. Elle a débuté le 29 septembre 2007 et s'est terminée le 31 mai 2008. Elle a opposé 32 équipes qui évoluent dans l'un des championnats sénior.

## Déroulement de l'épreuve
La coupe de France se déroule en deux phases : des qualifications et des finales.
- Lors de la première phase, les clubs sont répartis en 4 zones géographiques. Ces zones sont déterminées selon le nombre de clubs en N1 par groupe, mais aussi par l'arbitrage du CNRH. Les quatre meilleures équipes de chaque zone sont qualifiées pour la phase finale.
- Lors de la seconde phase, un tirage au sort désigne les confrontations. À l'exception de la finale, tous les autres matchs sont à élimination directe. À l'issue de la coupe de France, une place pour la coupe CERS 2008-2009 est attribué.

### Équipes participantes
| Zone Sud           | Pays de la Loire-Bretagne | Nord-Ile de France | Bretagne            |
| ------------------ | ------------------------- | ------------------ | ------------------- |
| RHC Lyon           | LV La Roche sur Yon       | CS Noisy le Grand  | SPRS Ploufragan     |
| US Coutras         | Nantes ARH                | SCRA Saint-Omer    | HC Quévert          |
| SA Mérignac        | AL Saint-Sébastien        | HC Tourcoing       | AL Ergué Gabéric    |
| SA Gazinet-Cestas  | CAB Laval                 | CP Roubaix         | RAC Saint-Brieuc    |
| RCK Seynod         | CPR Mouilleron            | SC Briard          | AL Plonéour Lanvern |
| HC Aix les Bains   | ASTA Nantes               | Paris HC           | AL Quimper          |
| ROC Vaulx en Velin | APPR Plouguerneau         | SHC Fontenay       | PA Créhen           |
| HC Chambéry        | SC Loudéac                |                    |                     |
| ASM Pau            | Quintin RC                |                    |                     |

## Phase de qualification

### 1ertour
| Équipe 1   | Score | Équipe 2         |
| ---------- | ----- | ---------------- |
| Quintin RC | 1-2   | CPR Mouilleron   |
| PA Créhen  | 3-5   | RAC Saint-Brieuc |

### 2etour
Les clubs de HC Chambéry et de SHC Fontenay sont exemptés du second tour. Ces deux clubs sont directement qualifiés pour les huitièmes de finale.
| Équipe 1            | Score | Équipe 2            |
| ------------------- | ----- | ------------------- |
| CP Roubaix          | 5-6   | CS Noisy le Grand   |
| AL Saint-Sébastien  | 8-1   | ASTA Nantes         |
| SC Briard           | 3-13  | SCRA Saint-Omer     |
| AL Ergué Gabéric    | 3-5   | RAC Saint-Brieuc    |
| Paris HC            | 1-6   | HC Tourcoing        |
| CAB Laval           | 1-17  | Nantes ARH          |
| RCK Seynod          | 0-4   | HC Aix les Bains    |
| AL Plonéour Lanvern | 1-3   | SPPR Ploufragan     |
| ROC Vaulx-en-Velin  | 4-7   | RHC Lyon            |
| APPR Plouguerneau   | 2-9   | LV La Roche sur Yon |
| AL Quimper          | 1-16  | HC Quévert          |
| CPR Mouilleron      | 1-8   | SC Loudéac          |
| ASM Pau             | 2-13  | SA Gazinet-Cestas   |
| SA Mérignac         | 6-9   | US Coutras          |

## Tournoi final
|  | Huitièmes de finale | Huitièmes de finale | Huitièmes de finale |    |   | Quarts de finale | Quarts de finale | Quarts de finale |  |  | Demi-finales  | Demi-finales  | Demi-finales  |  |  | Finale                     | Finale                     | Finale                     |
|  |                     |                     |                     |    |   |                  |                  |                  |  |  |               |               |               |  |  |                            |                            |                            |
|  | 5 janvier 2008      | 5 janvier 2008      | 5 janvier 2008      |    |   | 16 février 2008  | 16 février 2008  | 16 février 2008  |  |  | 19 avril 2008 | 19 avril 2008 | 19 avril 2008 |  |  | 10 mai 2008 et 31 mai 2008 | 10 mai 2008 et 31 mai 2008 | 10 mai 2008 et 31 mai 2008 |
|  | 5 janvier 2008      | 5 janvier 2008      | 5 janvier 2008      |    |   | 16 février 2008  | 16 février 2008  | 16 février 2008  |  |  | 19 avril 2008 | 19 avril 2008 | 19 avril 2008 |  |  | 10 mai 2008 et 31 mai 2008 | 10 mai 2008 et 31 mai 2008 | 10 mai 2008 et 31 mai 2008 |
|  | SPRS Ploufragan     | 13                  |                     |    |   | 16 février 2008  | 16 février 2008  | 16 février 2008  |  |  | 19 avril 2008 | 19 avril 2008 | 19 avril 2008 |  |  | 10 mai 2008 et 31 mai 2008 | 10 mai 2008 et 31 mai 2008 | 10 mai 2008 et 31 mai 2008 |
|  | SPRS Ploufragan     | 13                  |                     |    |   | 16 février 2008  | 16 février 2008  | 16 février 2008  |  |  | 19 avril 2008 | 19 avril 2008 | 19 avril 2008 |  |  | 10 mai 2008 et 31 mai 2008 | 10 mai 2008 et 31 mai 2008 | 10 mai 2008 et 31 mai 2008 |
|  | SA Gazinet Cestas   | 2                   |                     |    |   | 16 février 2008  | 16 février 2008  | 16 février 2008  |  |  | 19 avril 2008 | 19 avril 2008 | 19 avril 2008 |  |  | 10 mai 2008 et 31 mai 2008 | 10 mai 2008 et 31 mai 2008 | 10 mai 2008 et 31 mai 2008 |
|  | SA Gazinet Cestas   | 2                   | SPRS Ploufragan     | 1  |   |                  |                  |                  |  |  | 19 avril 2008 | 19 avril 2008 | 19 avril 2008 |  |  | 10 mai 2008 et 31 mai 2008 | 10 mai 2008 et 31 mai 2008 | 10 mai 2008 et 31 mai 2008 |
|  | 5 janvier 2008      |                     | SPRS Ploufragan     | 1  |   |                  |                  |                  |  |  | 19 avril 2008 | 19 avril 2008 | 19 avril 2008 |  |  | 10 mai 2008 et 31 mai 2008 | 10 mai 2008 et 31 mai 2008 | 10 mai 2008 et 31 mai 2008 |
|  |                     | SCRA Saint-Omer     | 3                   |    |   |                  |                  |                  |  |  | 19 avril 2008 | 19 avril 2008 | 19 avril 2008 |  |  | 10 mai 2008 et 31 mai 2008 | 10 mai 2008 et 31 mai 2008 | 10 mai 2008 et 31 mai 2008 |
|  | HCF Tourcoing       | SCRA Saint-Omer     | 3                   | 1  |   |                  |                  |                  |  |  | 19 avril 2008 | 19 avril 2008 | 19 avril 2008 |  |  | 10 mai 2008 et 31 mai 2008 | 10 mai 2008 et 31 mai 2008 | 10 mai 2008 et 31 mai 2008 |
|  | HCF Tourcoing       | 16 février 2008     |                     | 1  |   |                  |                  |                  |  |  | 19 avril 2008 | 19 avril 2008 | 19 avril 2008 |  |  | 10 mai 2008 et 31 mai 2008 | 10 mai 2008 et 31 mai 2008 | 10 mai 2008 et 31 mai 2008 |
|  | SCRA Saint-Omer     | 9                   |                     |    |   |                  |                  |                  |  |  | 19 avril 2008 | 19 avril 2008 | 19 avril 2008 |  |  | 10 mai 2008 et 31 mai 2008 | 10 mai 2008 et 31 mai 2008 | 10 mai 2008 et 31 mai 2008 |
|  | SCRA Saint-Omer     | 9                   | SCRA Saint-Omer     | 2  |   |                  |                  |                  |  |  |               |               |               |  |  | 10 mai 2008 et 31 mai 2008 | 10 mai 2008 et 31 mai 2008 | 10 mai 2008 et 31 mai 2008 |
|  | 5 janvier 2008      |                     | SCRA Saint-Omer     | 2  |   |                  |                  |                  |  |  |               |               |               |  |  | 10 mai 2008 et 31 mai 2008 | 10 mai 2008 et 31 mai 2008 | 10 mai 2008 et 31 mai 2008 |
|  |                     | HC Quévert          | 3                   |    |   |                  |                  |                  |  |  |               |               |               |  |  | 10 mai 2008 et 31 mai 2008 | 10 mai 2008 et 31 mai 2008 | 10 mai 2008 et 31 mai 2008 |
|  | RHC Lyon            | HC Quévert          | 3                   | 2  |   |                  |                  |                  |  |  |               |               |               |  |  | 10 mai 2008 et 31 mai 2008 | 10 mai 2008 et 31 mai 2008 | 10 mai 2008 et 31 mai 2008 |
|  | RHC Lyon            | 19 avril 2008       |                     | 2  |   |                  |                  |                  |  |  |               |               |               |  |  | 10 mai 2008 et 31 mai 2008 | 10 mai 2008 et 31 mai 2008 | 10 mai 2008 et 31 mai 2008 |
|  | HC Quévert          | 3                   |                     |    |   |                  |                  |                  |  |  |               |               |               |  |  | 10 mai 2008 et 31 mai 2008 | 10 mai 2008 et 31 mai 2008 | 10 mai 2008 et 31 mai 2008 |
|  | HC Quévert          | 3                   | HC Quévert          | 13 |   |                  |                  |                  |  |  |               |               |               |  |  | 10 mai 2008 et 31 mai 2008 | 10 mai 2008 et 31 mai 2008 | 10 mai 2008 et 31 mai 2008 |
|  | 5 janvier 2008      |                     | HC Quévert          | 13 |   |                  |                  |                  |  |  |               |               |               |  |  | 10 mai 2008 et 31 mai 2008 | 10 mai 2008 et 31 mai 2008 | 10 mai 2008 et 31 mai 2008 |
|  |                     | HC Aix les Bains    | 2                   |    |   |                  |                  |                  |  |  |               |               |               |  |  | 10 mai 2008 et 31 mai 2008 | 10 mai 2008 et 31 mai 2008 | 10 mai 2008 et 31 mai 2008 |
|  | HC Aix les Bains    | HC Aix les Bains    | 2                   | 5  |   |                  |                  |                  |  |  |               |               |               |  |  | 10 mai 2008 et 31 mai 2008 | 10 mai 2008 et 31 mai 2008 | 10 mai 2008 et 31 mai 2008 |
|  | HC Aix les Bains    | 16 février 2008     |                     | 5  |   |                  |                  |                  |  |  |               |               |               |  |  | 10 mai 2008 et 31 mai 2008 | 10 mai 2008 et 31 mai 2008 | 10 mai 2008 et 31 mai 2008 |
|  | CS Noisy le Grand   | 3                   |                     |    |   |                  |                  |                  |  |  |               |               |               |  |  | 10 mai 2008 et 31 mai 2008 | 10 mai 2008 et 31 mai 2008 | 10 mai 2008 et 31 mai 2008 |
|  | CS Noisy le Grand   | 3                   | HC Quévert          | 7  | 3 |                  |                  |                  |  |  |               |               |               |  |  |                            |                            |                            |
|  | 5 janvier 2008      |                     | HC Quévert          | 7  | 3 |                  |                  |                  |  |  |               |               |               |  |  |                            |                            |                            |
|  |                     | US Coutras          | 1                   | 4  |   |                  |                  |                  |  |  |               |               |               |  |  |                            |                            |                            |
|  | HC Chambéry         | US Coutras          | 1                   | 4  | 3 |                  |                  |                  |  |  |               |               |               |  |  |                            |                            |                            |
|  | HC Chambéry         |                     |                     |    | 3 |                  |                  |                  |  |  |               |               |               |  |  |                            |                            |                            |
|  | SC Loudéac          | 10                  |                     |    |   |                  |                  |                  |  |  |               |               |               |  |  |                            |                            |                            |
|  | SC Loudéac          | 10                  | SC Loudéac          | 4  |   |                  |                  |                  |  |  |               |               |               |  |  |                            |                            |                            |
|  | 5 janvier 2008      |                     | SC Loudéac          | 4  |   |                  |                  |                  |  |  |               |               |               |  |  |                            |                            |                            |
|  |                     | RAC Saint-Brieuc    | 6                   |    |   |                  |                  |                  |  |  |               |               |               |  |  |                            |                            |                            |
|  | RAC Saint-Brieuc    | RAC Saint-Brieuc    | 6                   | 4  |   |                  |                  |                  |  |  |               |               |               |  |  |                            |                            |                            |
|  | RAC Saint-Brieuc    | 16 février 2008     |                     | 4  |   |                  |                  |                  |  |  |               |               |               |  |  |                            |                            |                            |
|  | Nantes ARH          | 2                   |                     |    |   |                  |                  |                  |  |  |               |               |               |  |  |                            |                            |                            |
|  | Nantes ARH          | 2                   | RAC Saint Brieuc    | 1  |   |                  |                  |                  |  |  |               |               |               |  |  |                            |                            |                            |
|  | 5 janvier 2008      |                     | RAC Saint Brieuc    | 1  |   |                  |                  |                  |  |  |               |               |               |  |  |                            |                            |                            |
|  |                     | US Coutras          | 5                   |    |   |                  |                  |                  |  |  |               |               |               |  |  |                            |                            |                            |
|  | AL Saint-Sébastien  | US Coutras          | 5                   | 1  |   |                  |                  |                  |  |  |               |               |               |  |  |                            |                            |                            |
|  | AL Saint-Sébastien  |                     |                     |    |   |                  |                  |                  |  |  |               |               |               |  |  |                            |                            |                            |
|  | LV La Roche sur Yon | 6                   |                     |    |   |                  |                  |                  |  |  |               |               |               |  |  |                            |                            |                            |
|  | LV La Roche sur Yon | 6                   | LV La Roche sur Yon | 3  |   |                  |                  |                  |  |  |               |               |               |  |  |                            |                            |                            |
|  | 5 janvier 2008      |                     | LV La Roche sur Yon | 3  |   |                  |                  |                  |  |  |               |               |               |  |  |                            |                            |                            |
|  |                     | US Coutras          | 4                   |    |   |                  |                  |                  |  |  |               |               |               |  |  |                            |                            |                            |
|  | SHC Fontenay        | US Coutras          | 4                   | 3  |   |                  |                  |                  |  |  |               |               |               |  |  |                            |                            |                            |
|  | SHC Fontenay        |                     |                     |    |   |                  |                  |                  |  |  |               |               |               |  |  |                            |                            |                            |
|  | US Coutras          | 11                  |                     |    |   |                  |                  |                  |  |  |               |               |               |  |  |                            |                            |                            |
|  | US Coutras          | 11                  |                     |    |   |                  |                  |                  |  |  |               |               |               |  |  |                            |                            |                            |

### Bilan après la phase finale
HC Quévert remporte sa première Coupe de France de rink hockey masculin, après avoir perdu en finale à deux reprises.
HC Quévert termine avec la meilleure attaque, avec 45 buts en 6 matchs.
Le tenant du titre, LV La Roche sur Yon, a été éliminé en quart de finale par US Coutras.
US Coutras, le club finaliste n'a joué qu'un seul match à domicile, le match retour de la finale.

## Source
« Résultats de la coupe de France 2007-2008 », sur roc-vaulx-en-velin.com (consulté le 30 juillet 2011)